# Герман III (герцог Швабії)
Герман III (нім. Hermann III.; 994/995 — 1 квітня 1012) — герцог Швабії і Ельзасу в 1003—1012 роках. Останній представник династії Конрадінів.

## Життєпис
Син Германа II, герцога Швабії і Ельзасу, та Герберги Бургундської. Народився 994 або 995 року. У 1003 році помирає батька, а молодшого Германа бере під опіку імператор Генріх II.
Невдовзі відбулося фактичне розділення Швабії й Ельзасу. В першому герцогстві керував безпосередньо імператор, який перевів під королівську юрисдикцію Брайсгау, Цюріхгау і Гогентвіль, а Ельзас передав під управління родичеві — графу Гебхарду.
Імператор Генріх II намагався максимально послабити Конрадінів з огляду на те, що Герман III був їх останнім представником чоловічої статі. Тому імператор перешкоджав шлюбу молодого герцога. В результаті 1012 року Герман III помер з невідомих причин, не залишивши спадкоємців. Ельзас було приєднано до королівства Німеччина. В ньому керували місцеві графи та єпископи Страсбургу. Герцогство Швабія було передано Ернсту з роду Бабенбергів.